# Maison Palm

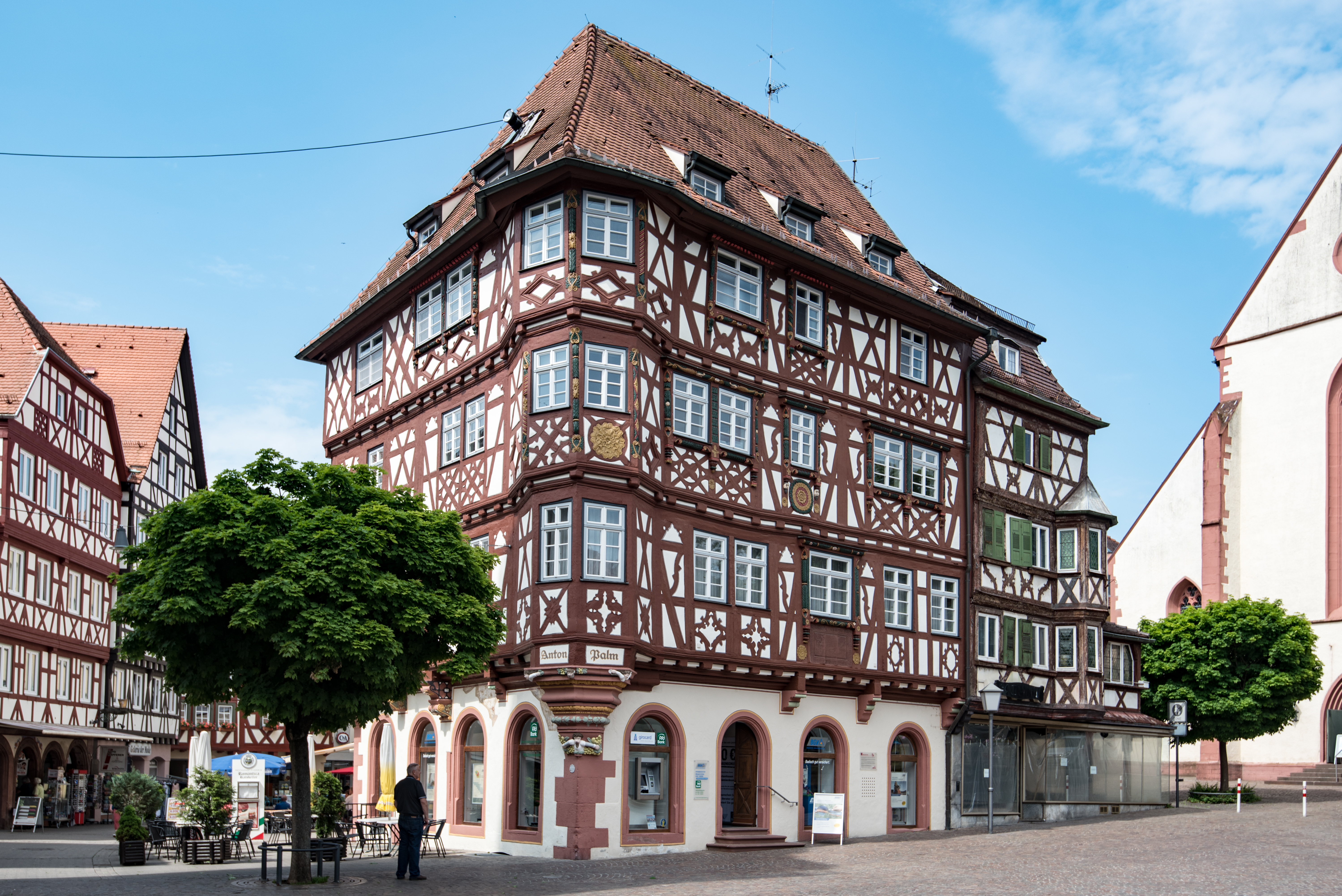
La maison Palm à Mosbach

La Palmsches Haus sur la place du marché de Mosbach dans le district de Neckar-Odenwald au nord du Bade-Wurtemberg est la plus grande et la plus belle maison à colombages de la ville.

## Histoire
Selon une inscription du bâtiment, la maison a été construite en 1610 par le maître d'œuvre Abraham Lenger pour le Lohrbacher Keller et l'huissier Johann Schradmüller. Plus tard, elle fut habitée par Dorothea Rüdin, la veuve du Schwarzacher Keller, puis elle appartint au tailleur Fahringer, qui la vendit au monastère de Mosbach. Son recteur a habité la maison pendant un certain temps avant que le marchand Eisenmann n'acquière le bâtiment. Le bâtiment a reçu son nom de Palm'sches Haus d'un propriétaire ultérieur, le marchand Anton Palm, dont le nom est inscrit sur un angle.
La maison n'a probablement jamais été enduite en raison de ses colombages variés et extrêmement décoratifs et a été largement rénovée en 1981/82, le restaurant Ratskeller étant installé au sous-sol.

## Description

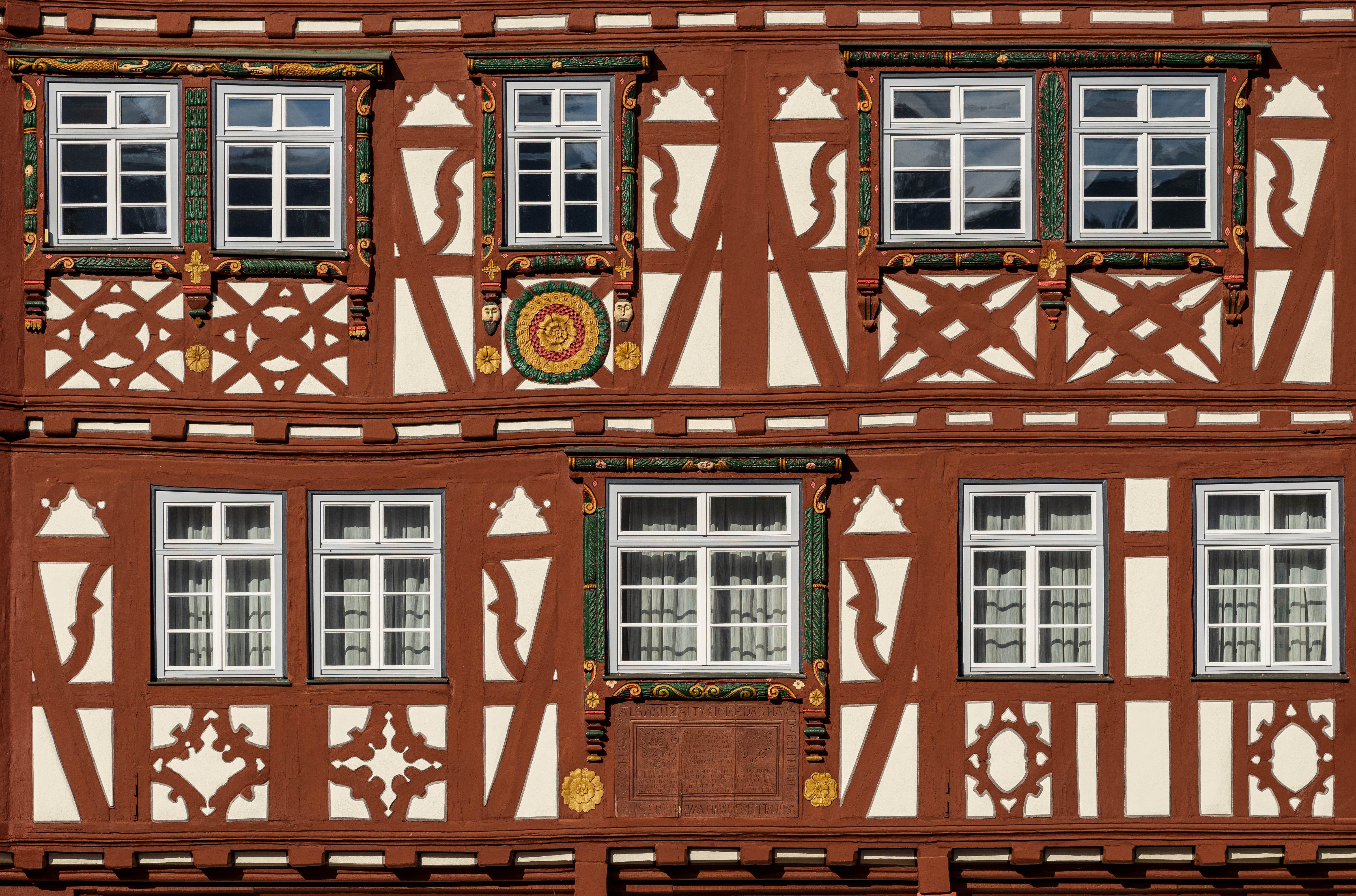
Façade à colombages

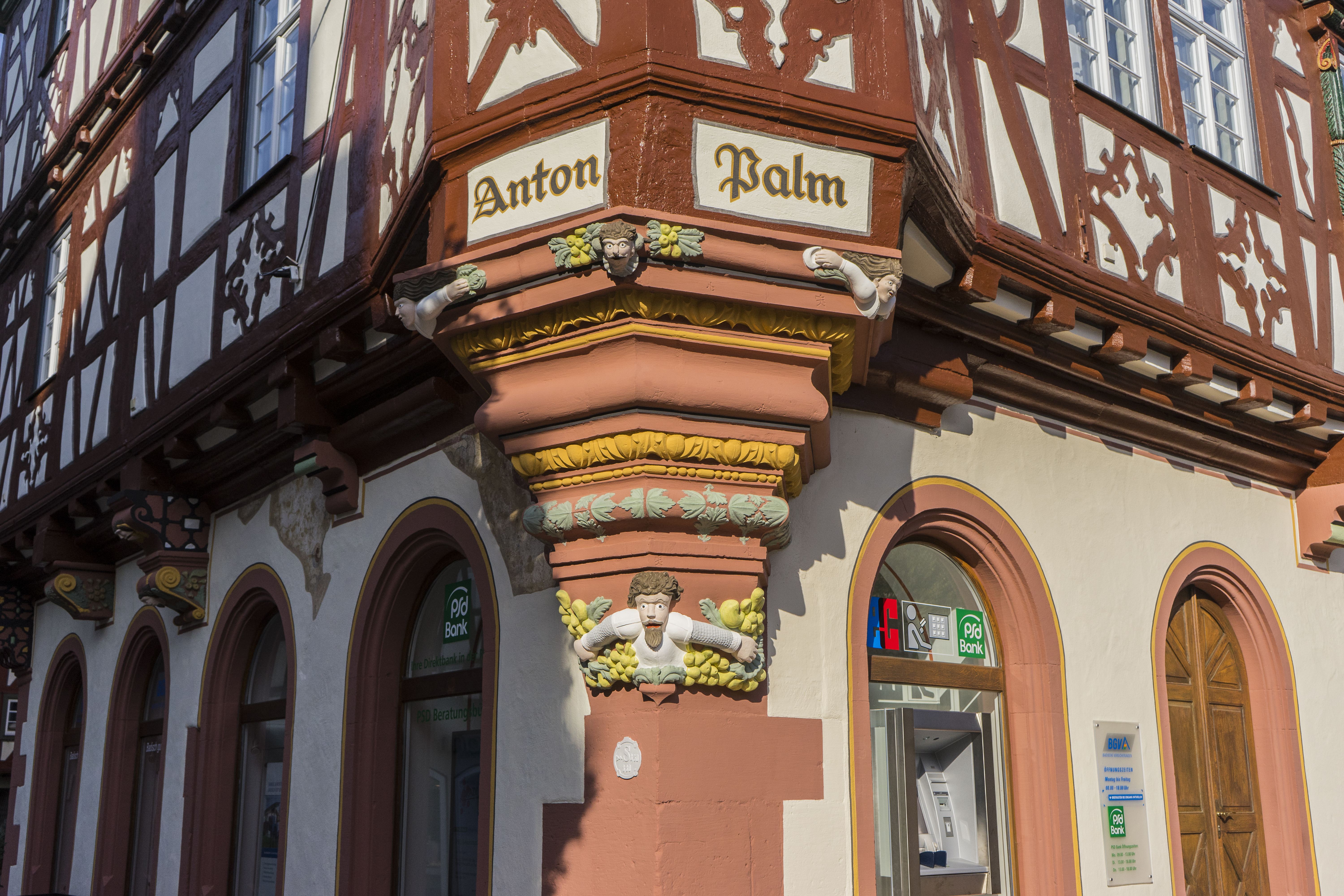
Console d'angle

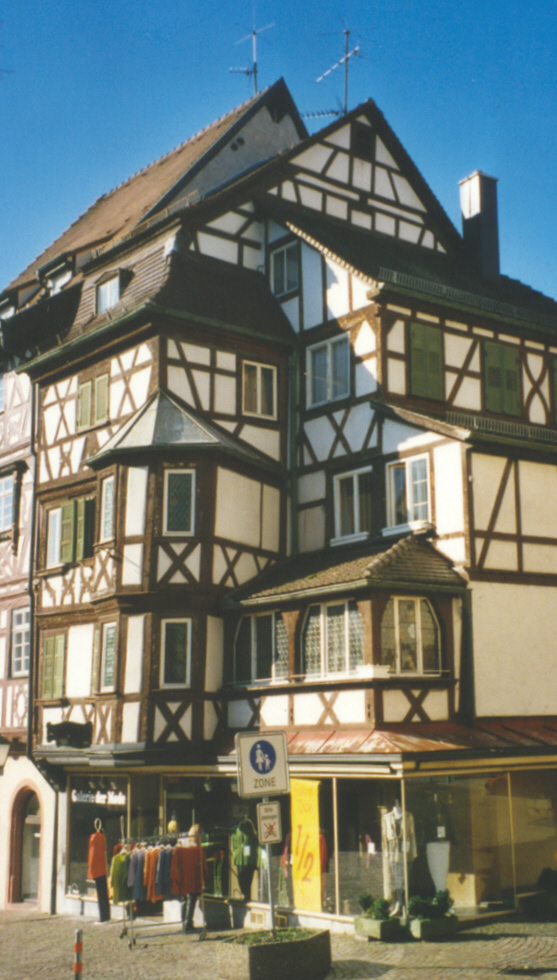
Le Rosenberger Hof est accolé à la maison Palm vers la collégiale

La Palm'sche Haus est une maison à colombages de trois étages sur un rez de chaussée en pierre, avec des colombages légèrement saillants. L'angle face à la place du marché est conçu comme un oriel reposant sur une console en pierre, qui s'étend sur les trois étages à pans de bois et, de l'avis unanime, se prolongeait autrefois vers le haut en tourelle. Le toit est un toit en croupe sans ornement et, comme la tourelle manquante, peut être le résultat d'une conversion simplifiée.
La construction à colombages de la maison donne une impression très décorative grâce à un grand nombre de variations dans le remplissage. Une inscription sur la façade faisant face au marché au premier étage nomme le constructeur, le maître d'œuvre et l'année de construction et contient également divers dictons. Le panneau a été restauré plusieurs fois, certaines lettres étant défigurées. En 1909, Oechelhäuser lisait encore le client comme Johann Erad Müller et n'était plus en mesure d'interpréter les dernières lignes des aphorismes.
Certaines fenêtres, disposées irrégulièrement dans les façades et en partie regroupées, ont une couverture et des cadres décoratifs. Il est possible que toutes les fenêtres du bâtiment aient été autrefois décorées de cette manière.
La pierre de la console de l'oriel d'angle montre des têtes de chimères en pierre ainsi que d'autres figures et éléments floraux.
Le Rosenberger Hof est adjacent à la maison et s'appuie de façon pittoresque contre la collégiale Sainte-Julienne.

## Littérature
- H. Wirth : La Ville de Mosbach, Heidelberg 1864.
- Adolf von Oechelhäuser : Les monuments artistiques du Grand-Duché de Bade (volume 4.4) : Les monuments artistiques des districts de Mosbach et Eberbach, Tübingen 1906, pp. 71-75. (numérisé)
- pauses Ernst et Dorothée: Le livre de Mosbach. Étude du développement de l'ancienne ville impériale et résidence du comte palatin en bordure de l'Odenwald vers une grande ville de district, avec un accent sur les périodes de la Renaissance et du baroque. Laub, Elztal-Dallau 1983.  (ISBN 3-88260-014-4), pages 199/200.
- Hans Happes, Stefan Muller : Mosbach. Jeune vieille ville à colombages, Mosbach 2005

## Liens
1. ↑  Happes/Müller 2005, S. 36.
2. ↑  Wirth 1864, S. 66.
3. ↑  Oechelhäuser 1909, S. 72.
4. ↑  Happes/Müller 2005, S. 37.
5. ↑  Brüche 1993, S. 199.
6. ↑  Oechelhäuser 1909, S. 73.

- Immeuble résidentiel Palm sur bauforschung-bw.de

## Source de traduction
- (de) Cet article est partiellement ou en totalité issu de l’article de Wikipédia en allemand intitulé « Palmsches Haus » (voir la liste des auteurs).